# Angoustrine-Villeneuve-des-Escaldes
Angoustrine-Villeneuve-des-Escaldes – miejscowość i gmina we Francji, w regionie Oksytania, w departamencie Pireneje Wschodnie.
Według danych na rok 1990 gminę zamieszkiwało 600 osób, a gęstość zaludnienia wynosiła 7 osób/km² (wśród 1545 gmin Langwedocji-Roussillon Angoustrine-Villeneuve-des-Escaldes plasuje się na 471. miejscu pod względem liczby ludności, natomiast pod względem powierzchni na miejscu 14.).

## Zabytki
Zabytki w Angoustrine-Villeneuve-des-Escaldes posiadające status Monument historique:
- kościół św. Marcina z Envalls (Église Saint-Martin d'Envalls)
- kościół św. Andrzeja z Angoustrine (Église Saint-André d'Angoustrine)
- kościół świętych Acisclusa i Wiktorii (Église Saint-Assiscle et Sainte-Victoire)

## Populacja

Populacja Angoustrine-Villeneuve-des-Escaldes tw latach 1962–2008